# Supereroi per caso: Le disavventure di Batman e Robin
Supereroi per caso: Le disavventure di Batman e Robin (Return to the Batcave: The Misadventures of Adam and Burt) è un film per la televisione diretto da Paul A. Kaufman e prodotto dalla 20th Century Fox nel 2003.
Il film è una rievocazione nostalgica della famosa serie televisiva Batman ispirata al celeberrimo personaggio dei fumetti omonimo che la stessa Fox realizzò negli anni sessanta.

## Trama
Adam West e Burt Ward indagano sul furto della Batmobile da un museo d'auto d'epoca e, nel corso delle indagini, sono costretti a ricordare gli eventi delle tre stagioni della serie televisiva e a decifrare gli indizi lasciati dai ladri, evidentemente persone conosciute durante le riprese del telefilm.
Alla fine delle indagini gli autori del furto si rivelano essere Frank Gorshin, interprete dell'Enigmista e Julie Newmar, la più celebre tra le tre Catwoman della serie.

## Cast
Adam West e Burt Ward e gli altri attori (salvo Lee Meriwether), che hanno preso parte alla serie originale degli anni sessanta, compaiono qui nei panni di loro stessi, mentre le scene del telefilm vengono reinterpretate da giovani attori. I giovani West e Ward sono impersonati infatti da Jack Brewer e Jason Marsden, mentre Frank Gorshin è interpretato da Brett Rickaby. Cesar Romero e Burgess Meredith, rispettivamente nei panni di Joker e Pinguino, appaiono soltanto in filmati di repertorio.

## Edizione italiana
L'edizione italiana del film è a cura di Gabriele Calindri, anche autore dei dialoghi, per la S.E.D.E di Milano.